# Snow Strippers
Snow Strippers — американський електронний музичний дует, створений у Детройті, штат Мічиган, у 2021 році.
Вони вперше завоювали шанувальників в Інтернеті під час відродження музичного стилю indie sleaze, в 2021 році, а потім самостійно випустили свій однойменний дебютний альбом у 2022 році та мікстейпи April Mixtape 2 і April Mixtape 3 у 2022 та 2023 роках відповідно.

## Історія
Тетяна Шванінгер (Tatiana Schwaninger) народилася та виросла в Клірвотері, штат Флорида, де в 2018 році познайомилася з продюсером звукозапису Грехемом Пересом (Graham Perez). Вони зблизилися після зустрічі в суші-ресторані й незабаром разом переїхали до Лос-Анджелеса, а в 2020 році переїхали до Детройта.
Наприкінці 2021 року дует Snow Strippers почав створювати музику, Шванінгер співала, а Перес був продюсером. До створення дуету Шванінгер не займалася музикою. У 2021 році Snow Strippers завоював шанувальників в Інтернеті під час відродження популярності музичного стилю indie sleaze. Дует випускав музику під власним лейблом Nice Bass Bro, зокрема дебютний альбом 2022 року під однойменною назвою та мікстейп April Mixtape 2 2022 року.
У 2023 році дует підписав контракт з лейблом Surf Gang Records. Згодом, на лейблі Surf Gang Records були випущені сингли «Under Your Spell» і «Don't You Feel», а у травні 2023 року вийшов мікстейп April Mixtape 3.
Дует брав участь у записі альбому американського репера Lil Uzi Vert, Pink Tape, у червні 2023 року.
24 листопада 2023 року дует випустив мініальбом Night Killaz Vol. 1 на лейблі Surf Gang Records, випуску мініальбому передував вихід сингла «Just Your Doll».

## Музичний стиль
Музику Snow Strippers спочатку описували як електронну музику, як EDM, а також як електропоп.
Музичний стиль гурту містить елементи нью-рейву, віч-хаузу, електроклешу, шугейзингу, гіперпопу і техно, і його часто порівнюють з музикою канадського електронного дуету Crystal Castles.
Робін Мюррей (Robin Murray), з журналу Clash, порівняв їхнє «оцифроване звучання з панк необробленністю» з американським електронним гуртом Salem.
Софі Уокер (Sophie Walker) з медіа-компанії Pigeons and Planes написала, що їхня музика була «паскудною та явно не схожою на фільм Harmony Korine».
Метт Вайнбергер (Matt Weinberger) з журналу Paper описав музику дуету як «електронний, крижаний звук», а Мітч Стівенс (Mitch Stevens) з журналу The Line of Best Fit написав, що їхня музика — це «електронний хаос».

## Дискографія

### Студійні альбоми
| Назва              | Інформація про альбом                                                                     |
| ------------------ | ----------------------------------------------------------------------------------------- |
| The Snow Strippers | - Реліз: 30 червня, 2022 - Лейбл: Nice Bass Bro - Формат: CD, digital download, streaming |

### Мікстейпи
| Назва           | Інформація про мікстейпи                                                                     |
| --------------- | -------------------------------------------------------------------------------------------- |
| April Mixtape   | - Реліз: 20 квітня, 2022 - Лейбл: Nice Bass Bro - Формат: Digital download, streaming        |
| April Mixtape 2 | - Реліз: 15 вересня, 2022 - Лейбл: Nice Bass Bro - Формат: CD, digital download, streaming   |
| April Mixtape 3 | - Реліз: 5 травня, 2023 - Лейбл: Surf Gang Records - Формат: CD, digital download, streaming |

### Мініальбоми
| Назва               | Інформація про мініальбоми                                                           |
| ------------------- | ------------------------------------------------------------------------------------ |
| Night Killaz Vol. 1 | - Реліз: 24 листопада, 2023 - Лейбл: Surf Gang - Формат: Digital download, streaming |

### Сингли
| Назва                                     | Рік  | Альбом              |
| ----------------------------------------- | ---- | ------------------- |
| "Keep Holding On"                         | 2021 | The Snow Strippers  |
| "Anthems"                                 | 2022 | The Snow Strippers  |
| "Every Night"                             | 2022 | The Snow Strippers  |
| "Know My Name"                            | 2022 | The Snow Strippers  |
| "Insane Like Me"                          | 2022 | The Snow Strippers  |
| "Passionate Highs"                        | 2022 | The Snow Strippers  |
| "Colliding Walls" / "Killing" / "Fantasy" | 2022 | The Snow Strippers  |
| "I Know What You Are Thinking"            | 2022 | The Snow Strippers  |
| "Time Warp Angels"                        | 2022 | The Snow Strippers  |
| "Tragic Surprise"                         | 2022 | The Snow Strippers  |
| "Genocide"                                | 2022 | The Snow Strippers  |
| "Candy"                                   | 2023 | Non-album single    |
| "It's Goin Bad" / "Lacerate"              | 2023 | April Mixtape 3     |
| "Under Your Spell" / "Don't You Feel"     | 2023 | April Mixtape 3     |
| "Just Your Doll"                          | 2023 | Night Killaz Vol. 1 |

### Пісні інших виконавців за участю дуету Snow Strippers
| Назва                                                | Рік  | Пікові позиції в чартах | Пікові позиції в чартах | Альбом    |
| Назва                                                | Рік  | US Bub.                 | US R&B/HH               | Альбом    |
| ---------------------------------------------------- | ---- | ----------------------- | ----------------------- | --------- |
| "Fire Alarm" (Lil Uzi Vert featuring Snow Strippers) | 2023 | 1                       | 41                      | Pink Tape |